# Вис (Коми)
Вис — посёлок в муниципальном районе «Сосногорск» городского поселения Сосногорск Республики Коми.

## Этимология
Вис – с коми - проток, протока, канал (соединяющий озеро с рекой).

## Географическое положение
Посёлок расположен в 43 км по прямой на северо-восток от города Сосногорск и 306 км от Сыктывкара.

## Климат
Климат характеризуется как континентальный. Средняя месячная температура самого холодного месяца — января — 16,5-18,0 °C. Средняя месячная температура самого тёплого месяца — июля +15,0-16,0 °C. Абсолютный максимум +35 °C. Продолжительность зимнего периода около 6 месяцев — с середины октября до середины апреля. Устойчивые морозы наступают в начале ноября и прекращаются в конце марта. Максимальная глубина сезонного промерзания грунта — 2 м. Устойчивый снежный покров образуется в последней декаде октября и держится до конца апреля.

## Население
Постоянное население 582 чел. (2002), в том числе русские 83 %. В 2010 году — 370 чел.